# Liste der Biografien/Meno
Liste der Biografien |
Portal Biografien |
Personensuche
# |
A |
B |
C |
D |
E |
F |
G |
H |
I |
J |
K |
L |
M |
N |
O |
P |
Q |
R |
S |
T |
U |
V |
W |
X |
Y |
Z |
?
 
Ma |
Mb |
Mc |
Md |
Me |
Mf |
Mg |
Mh |
Mi |
Mj |
Mk |
Ml |
Mm |
Mn |
Mo |
Mp |
Mq |
Mr |
Ms |
Mt |
Mu |
Mv |
Mw |
Mx |
My |
Mz
 
Mea–Mee |
Mef |
Meg |
Meh |
Mei |
Mej |
Mek |
Mel |
Mem |
Men |
Meo |
Mep |
Mer |
Mes |
Met |
Meu |
Mev |
Mew |
Mex |
Mey |
Mez
 
Mena |
Menc |
Mend |
Mene |
Menf |
Meng |
Menh |
Meni |
Menj |
Menk |
Menl |
Menn |
Meno |
Menr |
Mens |
Ment |
Menu |
Menv |
Menw |
Meny |
Menz
Die Liste der Biografien führt alle Personen auf, die in der deutschsprachigen Wikipedia einen Artikel haben. Dieses ist eine Teilliste mit 54 Einträgen von Personen, deren Namen mit den Buchstaben „Meno“ beginnt.

## Meno
- Meno, Jenni (* 1970), US-amerikanische Eiskunstläuferin
- Meno, Juan, spanischer Skispringer

### Menoc
- Menocchio (1532–1599), italienischer Müller
- Menocchio, Giuseppe Bartolomeo (1741–1823), italienischer Kurienbischof der römisch-katholischen Kirche
- Ménochet, Denis (* 1976), französischer SchauspielerDenis Ménochet (* 1976)

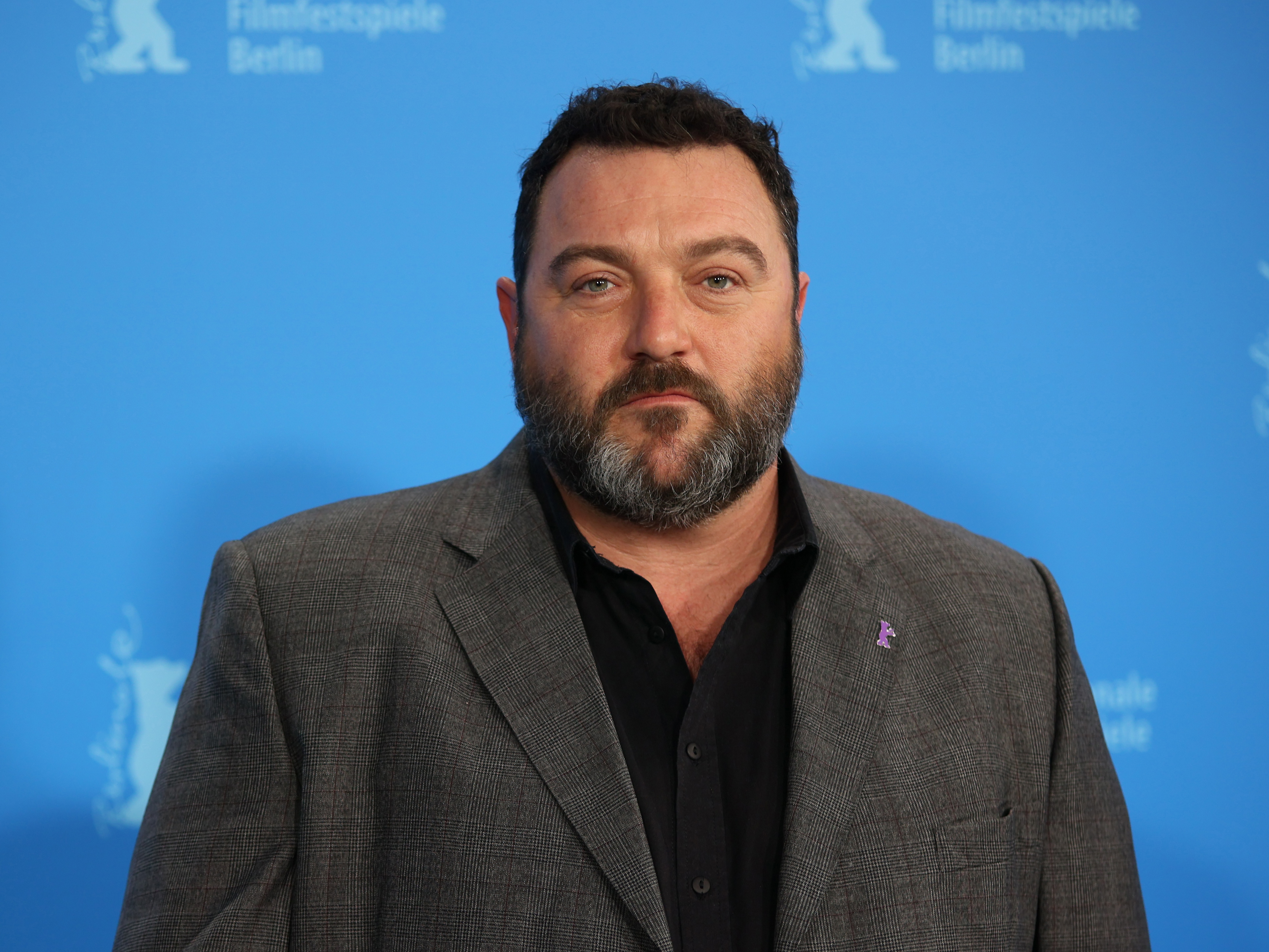
Denis Ménochet (* 1976)

- Menochio, Giovanni Stefano (1575–1655), italienischer Jesuit, Hochschullehrer und Exeget in der Renaissance

### Menod
- Menodoros († 35 v. Chr.), römischer Admiral
- Menodotos von Nikomedeia, griechischer Arzt und Philosoph

### Menoh
- Menoher, Charles T. (1862–1930), US-amerikanischer Generalmajor, Chief of Air Service

### Menoi
- Menoitios, Seeoffizier Alexanders des Großen und der Ptolemäer

### Menol
- Menold, Natalja (* 1971), deutsche Sozialwissenschaftlerin, Professorin der TU Dresden

### Menon
- Menon, französischer Kochbuchautor
- Menon, griechischer Töpfer
- Menon, athenischer Stratege
- Menon († 325 v. Chr.), Satrap von Arachosien
- Menon von Pharsalos († 321 v. Chr.), thessalischer Reitergeneral
- Menon von Pharsalos († 400 v. Chr.), griechischer Söldnerführer
- Menon, A. G. K. (1921–2002), indischer Ichthyologe und Hochschullehrer
- Menon, Aldrovani (* 1972), brasilianischer Fußballspieler
- Menon, Andrea (* 1995), Schweizer Unihockeyspieler
- Menon, Anna (* 1985), US-amerikanische Ingenieurin und Astronautin
- Menon, Anu, indische Regisseurin und Drehbuchautorin
- Menon, C. Achutha (1913–1991), indischer Politiker (CPI), Rajya-Sabha-Mitglied und Chief Minister von Kerala
- Menon, Jaishankar (* 1956), indischer Informatiker
- Menon, K. P. S. (1898–1982), indischer Politiker und Diplomat
- Menon, Lakshmi N. (1899–1994), indische Politikerin
- Menon, Mambillikalathil Govind Kumar (1928–2016), indischer Physiker, Wissenschaftsfunktionär und Politiker
- Menon, Mani (* 1948), US-amerikanischer Urologe
- Menon, P. N. (1928–2008), indischer Künstler, Szenenbildner und Filmregisseur des Malayalam-Films
- Menon, Panampilly Govinda (1906–1970), indischer Politiker (INC), Lok-Sabha-Mitglied, Chief Minister und Unionsminister
- Menon, Radhika, erste indische Funkerin und Kapitänin der Handelsmarine
- Menon, Ranjitha, indische Schauspielerin
- Menon, Ritu, indische Autorin, Verlegerin, Gelehrte und Feministin
- Menon, Shivshankar (* 1949), indischer Politiker
- Menon, Sohn des Kerdimmas, Satrap von Syrien
- Menon, Tuttovale, französischer Komponist
- Menon, V. K. Krishna († 1974), indischer Politiker
- Menon, V. P. (1894–1966), indischer Beamter in der Verwaltung Britisch-Indiens

### Menop
- Menophanes, antiker griechischer Bildhauer
- Menophilos, griechischer Steinschneider
- Menophilus, Tullius, römischer Senator

### Menor
- Menor Vargas, Neri (* 1960), peruanischer Ordensgeistlicher, römisch-katholischer Bischof von Carabayllo
- Menoret, Briac (* 1994), französischer Fußballspieler

### Menos
- Menosse, Hernán (* 1987), uruguayischer Fußballspieler
- Menostanes († 423 v. Chr.), Achämenide, Enkel des Großkönigs Xerxes I.

### Menot
- Menotti, César Luis (1938–2024), argentinischer Fußballspieler und -trainerCésar Luis Menotti (1938–2024)

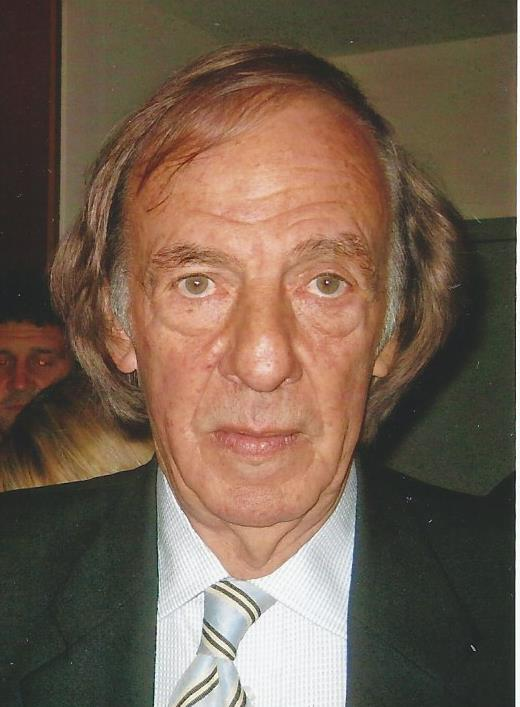
César Luis Menotti (1938–2024)

- Menotti, Ciro (1798–1831), italienischer Freiheitskämpfer
- Menotti, Gian Carlo (1911–2007), italoamerikanischer Komponist, vorrangig von Opern
- Menotti, Paula († 1939), österreichische Sängerin

### Menou
- Menou de Charnizay, Augustin Roch (1681–1767), französischer römisch-katholischer Geistlicher und Bischof von La Rochelle
- Menou, Jacques-François (1750–1810), französischer General
- Menoud, François-Xavier (1821–1904), Schweizer Politiker
- Menoud, Philippe Henri (1905–1973), Schweizer evangelischer Geistlicher und Hochschullehrer
- Menounos, Maria (* 1978), US-amerikanische Schauspielerin, Journalistin und Fernsehmoderatorin mit griechischer Abstammung